# M11/39
Der Carro Armato M11/39 ist ein italienischer Panzer, der in der Zeit des spanischen Bürgerkrieges entwickelt wurde und bis in den Zweiten Weltkrieg eingesetzt wurde.

## Entwicklung
Die italienischen Streitkräfte ließen den M11/39 als Durchbruchspanzer (Carro di Rottura) entwickeln. Betrachtet man den M11/39 bezüglich Konzeption und Fahrwerk ist leicht die Nähe zum britischen Vickers 6-ton Panzer zu erkennen, vermutlich dürften auch die in Spanien angetroffenen T-26, welche selber auf dem Vickers Panzer basieren, Einfluss gehabt haben.
Zu Beginn hatte man beabsichtigt die 37-mm-Kanone L/40 im Turm unterzubringen, doch reichte der Platz dafür nicht. Dann folgte man dem Konzept, welches auch beim französischen Char B1 und den frühen Churchill Panzern verwendet wurde, wobei bei diesen Haubitzen montiert wurden und keine Kanone mit hoher Mündungsgeschwindigkeit.

## Technische Beschreibung
Die Panzerung des M11/39 war wenig beeindruckend, die stärkste Panzerung von 30 mm wurde nur am Turm und der Geschützblende erreicht. Seiten und Vorderseite der Fahrzeugwanne waren nur mit 14,5-mm Platten versehen. Die Wannenunterseite, die waagerechten Abdeckungen und Motorabdeckung erreichten nur 8 mm.
Fahrwerk und Radaufhängung entsprechen weitestgehend dem Konzept des Vickers 6-ton. Eine neue technische Lösung war die Unterbringung des vergrößerten Untersetzungsgetriebes in den vorne montierten Treibrädern, wodurch die vergrößerte Panzerhaube zu Schutz des Getriebes entfiel. Die Einsatzzeit der M11/39 war nur kurz, da es viele aus dem Entwurf resultierende Probleme mit dem Fahrzeug gab. Eines der Probleme war die Unterbringung der nach vorne gerichteten 37-mm-Hauptbewaffnung in der Fahrzeugwanne. Die Kanone sollte gegen gegnerische Panzer zum Einsatz kommen, um den Panzer und seinen Maschinengewehrturm zu schützen. Der Seitenrichtbereich dieser Waffe war auf 15° nach links und rechts beschränkt. Im Einmann-Turm war ein Zwillings-Maschinengewehr Breda Mod. 38 im Kaliber 8-mm montiert. Er erhielt einen für die damalige Zeit sehr innovativen Dieselmotor von Fiat, dieser leistete 105 PS.

## Produktion
Letztlich wurde 100 M11/39 bestellt und das Fahrzeug wurde soweit modifiziert, dass aus ihm der M 13/40 mit einer Hauptbewaffnung im Turm gebaut werden konnte. Der M11/39 wurde zur Überbrückung benötigt, bis die neuen Panzer verfügbar wurden.

## Einsatz
Die ersten 24 M11/39 wurden bereits 1939 in die Kolonie Italienisch-Ostafrika geschickt. Je 12 Fahrzeuge gingen nach Eritrea und 12 Fahrzeuge nach Äthiopien. Die geringe Zahl der Fahrzeuge verhinderten jegliche große Panzeroperation und sicher ließ auch das Fehlen von Ersatzteilen die Fahrzeuge ausfallen. Damit waren später nicht genügend Panzer verfügbar, die erforderlich gewesen wären, um den britischen Gegenangriff zu stoppen.
Im Jahr 1940 wurden 72 M11/39 auf den nordafrikanischen Kriegsschauplatz geschickt, da keine anderen mittleren Kampfpanzer verfügbar waren. Diese hatten zuvor die Ausrüstung des I. und II. Bataillons des 32. Infanteriepanzer Regiments gestellt. Mit diesen wurden zwei Panzerbataillone der Division „Ariete“, die das 4. Infanteriepanzer Regiment bildeten, ausgerüstet. Die Einsätze der Fahrzeuge waren begrenzt und hatten zumeist defensiven Charakter. Einige M11/39 waren bei der Besetzung von Sidi-el-Barrani beteiligt. Als die britische Gegenoffensive im Winter 1940/41 begonnen hatte, standen bei der Gruppe Maletti bei Nibeiwa 24 M11/39 einer britischen Kampfgruppe mit 47 Matilda II gegenüber. Die Panzerung der Matilda konnten die 37-mm-Kanonen der M11/39 in keinem Fall durchschlagen und so wurde der italienische Kampfverband aufgerieben. Viele Fahrzeuge wurden dann von den italienischen Truppen in funktionsfähigem Zustand aufgegeben, die letzten gingen bei der Schlacht um Beda-Fomm verloren.
Im Rahmen der gesamten Operation Compass erbeuteten australische Truppen eine größere Zahl von M11/39, welche von diesen mit einer auffälligen Kennzeichnung später bei Operationen im Raum Tobruk eingesetzt wurden.
Die verbliebenen Fahrzeuge kamen nicht zum weiteren Fronteinsatz. Die letzten M11/39 kamen auf republikanischer Seite bei den Kämpfen im Piemont zum Einsatz.
Die Probleme des M11/39 waren umfassend: die Leistung seines Motors war schwach, das Fahrzeug war langsam, es neigte zu mechanischen Störungen und die maximal 30-mm starke, genietete Panzerung die Beschuss mit dem Kaliber 20-mm aushalten sollte, konnte von den britischen 2-pdr Panzer- und Panzerabwehrkanonen aus jeder Entfernung durchschlagen werden, die in der Reichweite der Bewaffnung des M11/39 lag. Die Panzer waren für den Einbau von Funkgeräten konzipiert, doch letztlich wurden keine eingebaut.

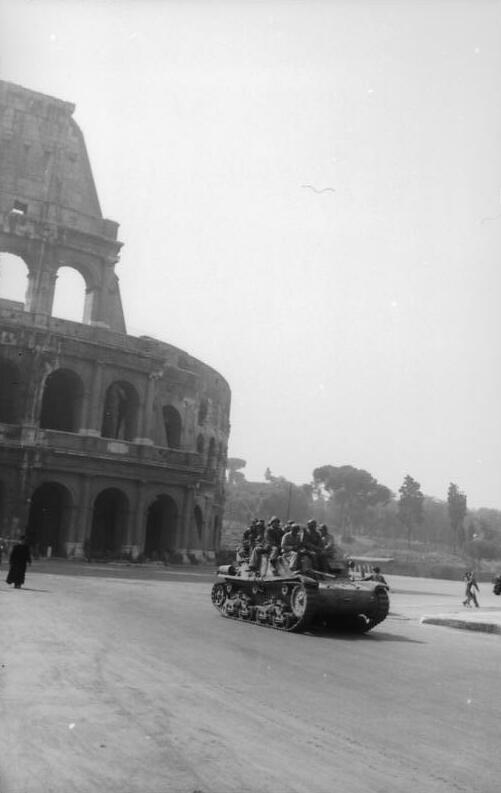
Einzelne Fahrzeuge wurden von der Wehrmacht erbeutet

Die in Italien verbliebenen Fahrzeuge wurden bei der italienischen Kapitulation am 8. September 1943 von der Wehrmacht übernommen und mit der Bezeichnung Panzerkampfwagen M/11-39 (i) eingesetzt.

## Technische Daten
- Produktionszeitraum: 1937–1940
- Hersteller: Ansaldo
- Besatzung: 3 Personen
- Länge: 4,73 Meter
- Breite: 2,18 Meter
- Höhe: 2,25 Meter
- Masse: 10,97 t
- Überschreitfähigkeit: 2 Meter
- Kletterfähigkeit: 80 cm
- Watfähigkeit: 1 Meter
- Antrieb: flüssigkeitsgekühlter V-8-Diesel-Motor Fiat SPA 8 T
- Geschwindigkeit: 32,2 km/h
- Fahrbereich: 200 km
- Bewaffnung:
  - 37-mm-Kanone Vickers Terni L/40 mit 84 Schuss
  - zwei 8-mm-Breda-MG Modell 38 mit 2800 Schuss
- Panzerung:
  - Wannenbug: 30 mm
  - Front: 14 mm
  - Fahrerfront: 30 mm
  - Seiten: 14–15 mm
  - Motorabdeckung: 8 mm
  - Boden: 10 mm
  - Turm: 30 mm (Front)/14 mm (Seiten und Heck)/7 mm (Decke)